# Iglesia del Rosario (El Borge)
La iglesia de Nuestra Señora del Rosario de El Borge (provincia de Málaga, España) se levanta en estilo gótico mudéjar, en alternancia y consonancia con posteriores añadidos de estilo renacentista y barroco, siguiendo el modelo de otros templos de la axarquía malagueña como es el caso de la iglesia de la Encarnación de Comares. El edificio, que ha quedado inmerso en el centro urbano del municipio junto a la plaza de la Constitución, presenta un potente volumen que destaca sobre el conjunto del caserío, convirtiéndose en un importante y reconocido hito visual y paisajístico.

## Descripción
La iglesia presenta una planta de tres naves con cabecera plana, proyectada hacia el exterior como un cuerpo macizo rectangular, elevado sobre un basamento que resuelve el desnivel del terreno, al cual se adosan varios volúmenes verticales que corresponden a la torre-campanario, el camarín mayor o torre-camarín adosado a la cabecera, y un segundo camarín más pequeño, adosado a la nave del Evangelio.

### Torre
La torre campanario consta de dos cuerpos separados por una sencilla línea de impostas de ladrillo. En el cuerpo superior, a diferencia del inferior que se presenta totalmente desornamentado, se abren dos vanos con arcos de medio punto en los laterales noreste y sureste, donde se ubican las campanas. En la fachada norte, abierta hacia la plaza de la Constitución, se encuentra el reloj, de esfera circular. La torre presenta una cubierta a cuatro aguas con teja árabe y alero terminado en diente de sierra.

### Camarín
El camarín mayor o torre-camarín, elevado sobre un basamento cuadrado con los paramentos cajeados, se resuelve como un destacado volumen de dos pisos prácticamente independiente. El primer cuerpo presenta los paramentos cajeados con placas triangulares bajo un entablamento con ondulaciones sobre el que apoyan pináculos de cerámica. El segundo cuerpo presenta en cada uno de sus lados un óculo central flanqueado por pilastras dóricas y placas geométricas recortadas en el entablamento. Sobre la cornisa, el camarín se remata con un chapitel octogonal en forma de pirámide, cubierto con cerámica vidriada con alicatados rectangulares de colores negro y blanco, formando dibujo en zig-zag, y en torno al cual se disponen bolas cruzadas. El segundo camarín, más pequeño, presenta un primer cuerpo cuadrado, en el que se abre un hueco coronado por una cornisa de líneas mixtilíneas y quebradas, y sobre el cual se alza el segundo cuerpo, de planta octogonal y rematado por una amplia cornisa desde donde arranca un chapitel de ocho paños cubierto por teja árabe. Entre el camarín y la iglesia se abre, a nivel de la calle, un paso abovedado a modo de atrio, que conforma el espacio previo a la portada occidental de la iglesia.

### Entradas
El acceso al templo se realiza a través de dos entradas, la principal abierta a los pies y una secundaria, abierta en el lateral de la nave del Evangelio. La entrada principal, antecedida por un atrio elevado sobre el nivel de la calle, al que se accede a través de una empinada escalinata adosada tangencialmente a la fachada, es la principal aportación en estilo renacentista que se conserva en el inmueble. Ésta se compone por un arco carpanel flanqueado por pilastras jónicas cajeadas, interrumpidas por una imposta resaltada con tacos y casetones, que sostienen un entablamento con cornisa decorada con azulejos alternados con restos de modillones de ladrillo. Las enjutas del arco presentan un panel de azulejos ajedrezados de colores azul y blanco. Siguiendo el eje de la portada se abre un óculo que ilumina el coro alto. La entrada lateral o secundaria se resuelve con una puerta de madera bajo un arco de medio punto sin ornamentar.

### Interior
El interior del templo se resuelve en tres naves longitudinales separadas por pilares cruciformes, que presentan una pequeña muesca en las esquinas, y sobre los que descansan arquerías góticas dobles que recuerdan a la vecina iglesia de Comares. En la nave central, más alta y ancha que las laterales, destaca la armadura mudéjar del siglo XVI, realizada mediante lazos de cuatro a partir de estrellas y crucetas que surgen de los bordes de los faldones, y con las tablas decoradas con menados y estrellas recortadas. Seis tirantes dobles decorados con lazos, apoyados sobre canes de perfil en S, refuerzan la armadura. En las naves laterales, cubiertas por simples armaduras de madera de colgadizo, se abren hornacinas para albergar imágenes, entre las que cabe mencionar la que se abre en el centro de la nave de Evangelio: un hueco tripartito formado por arco de medio punto sobre columnas corintias, alzadas sobre ménsulas con aspecto de placas recortadas, y con la clave del arco central decorada con una mocalla barroca.

### Presbiterio
El presbiterio, de planta cuadrada y separado de la nave central por un arco toral casi de herradura, está cubierto por una interesantísima armadura octogonal de estilo mudéjar, obra del siglo XVI, decorada con lazos de diez y cinco estrellas en el centro de los faldones, rematada en el centro del harneruelo por una piña de mocárabes. En los lazos se incluyen las limas mohamares que cubren los enlaces entre los faldones. El original retablo de madera fue destruido durante la Guerra Civil, por lo que en la actualidad no se conservan elementos ornamentales de gran valor. A la derecha del presbiterio se encuentra la sacristía, a través de la cual se accede a la torre-campanario, de planta cuadrada sensiblemente girada respecto a la iglesia.
A los pies de la nave central se sitúa el coro alto, con balaustrada alta de madera; bajo éste, y abarcando la anchura de las tres naves del templo, se ubica el sotocoro, cubierto por bóvedas de arista que apoyan sobre arcos fajones que descansan a su vez en placas recortadas.
A través de un hueco abierto a los pies de la iglesia, en la nave de la Epístola se tiene acceso al baptisterio, una pequeña sala de planta triangular, iluminada por una ventana abierta en la fachada suroriental, en cuyo interior se encuentra la pila bautismal.
En la cabecera y nave del Evangelio respectivamente se ubican los dos camarines de la iglesia de El Borge. Ambos, de planta octogonal, constituyen la principal aportación barroca del siglo XVIII al templo. El camarín mayor presenta hornacinas en el interior y bóveda de ocho paños sin decorar; en la planta baja se encuentra la cripta, un pequeño recinto en cuyas paredes se alinean varios niveles de nichos realizados en ladrillo. El segundo camarín, de dimensiones más reducidas, presenta el mismo esquema compositivo que el anterior: un primer cuerpo cuadrado sobre el que se eleva un segundo cuerpo octogonal.